# 王靄芬
王靄芬（1912年—？年），字瀛生。浙江省蕭山縣人，民國元年生於江蘇省崇明島。民國37年（1948年）在北平市選區當選第一屆立法委員

## 生平[1][2][3]
- 國立北京大學文學院西語系畢業
- 法國巴黎大學文學碩士
- 北京大學及北平輔仁大學專任講師
- 北平婦女抗日救國同盟會長、北平市婦女教育促進委員會理事長、新生活運動婦女工作委員會北平市總幹事
- 北平市政府參議
- 資源委員會駐海防資華公司秘書
- 中國國民黨北平市黨部執行委員兼婦女運動委員會常務委員
- 新生活運動婦女工作委員會北平市分會總幹事
- 北平市臨時參議會議員、北平市參議會(第一屆)參議員
- 上海滬江大學及臺灣國立師範大學教授
- 臺灣世界新聞專科學校及淡江大學教授
- 中菲文化經濟協會(第七屆)理事
- 中國國民外交協會理事